# دافينا
دافينا (بالإنجليزية: Davina)‏ هي مغنية أمريكية، ولدت في 18 مارس 1965 في ديترويت في الولايات المتحدة.

## وصلات خارجية
- دافينا على موقع ميوزك برينز (الإنجليزية)
- دافينا على موقع أول ميوزيك (الإنجليزية)
- دافينا على موقع ديسكوغز (الإنجليزية)